# Kalciumperklorat
Kalciumperklorat klassificeras som ett metallperkloratsalt med molekylformeln Ca(ClO4)2. Det är en oorganisk förening som är ett gulvitt kristallint fast material till utseendet. Som ett starkt oxidationsmedel reagerar det med reduktionsmedel vid upphettning och genererar värme och produkter som kan vara gasformiga (vilket kommer att orsaka trycksättning i slutna behållare). Kalciumperklorat har kategoriserats som explosiv reaktivitet. Ca(ClO4)2 är en vanlig kemikalie i jorden på planeten Mars, med nästan 1 viktprocent av marsstoftet.

## Egenskaper
Kalciumperklorat är ett starkt oorganiskt oxidationsmedel, vilket ökar förbränningen av andra ämnen som potentiellt kan leda till explosion. Perkloratjonen, ClO−4, har en mycket symmetrisk tetraedrisk struktur som är starkt stabiliserad i lösning genom sin låga elektrondonerande protonaccepterande kraft och dess relativt låga polariserbarhet.

### Eutektiskt system
Kalciumperkloratlösning bildar ett enkelt eutektiskt system. Den eutektiska sammansättningen av kalciumperkloratlösningen är 4,2 mol / 1000 g H2O, mycket lik sammansättningen av närbesläktade metallkatjonperklorater av strontium och barium.

## Användning

### Elektrolytkonduktans
Elektrolytkonduktans av Ca(ClO4)2 och dubbelladdade metallkatjoner i det organiska lösningsmedlet acetonitril har testats. Intresset för metallkatjonperkloratinteraktioner med ljuskänsliga ligander har ökat med utvecklingen av mycket specifika fluorescensindikatorer.

## Produktion
Perkloratsalter är produkten av en bas och perklorsyra. Kalciumperklorat kan framställas genom upphettning av en blandning av kalciumkarbonat och ammoniumperklorat. Ammoniumkarbonat bildas i gasform och lämnar kvar ett fast kalciumperklorat.

## Reaktioner

### Vatten
Eftersom kalciumperklorat är mycket hygroskopiskt ses vanligtvis i närvaro av fyra vattenmolekyler, kallat kalciumperklorat-tetrahydrat Ca(ClO4)2·4H2O.

### Cykliska vätefosfonater
En hybrid organisk-oorganisk molekyl bildas med hjälp av dioxazafosfokaner, åttaledade cykliska vätefosfonater och kalcium. Kalcium från kalciumperkloratet bidrar till den strukturella integriteten hos den oligomera molekylen; de fyra kalciumjonerna är överbryggade mellan fyra dioxazafosfokandelar.

## Effekter på människors hälsa
Kalciumperklorat är lätt giftigt för människor, genom förtäring eller inandning av dammpartiklar, eller (mindre så) vid hudkontakt.